# Transvase Tejo-Segura

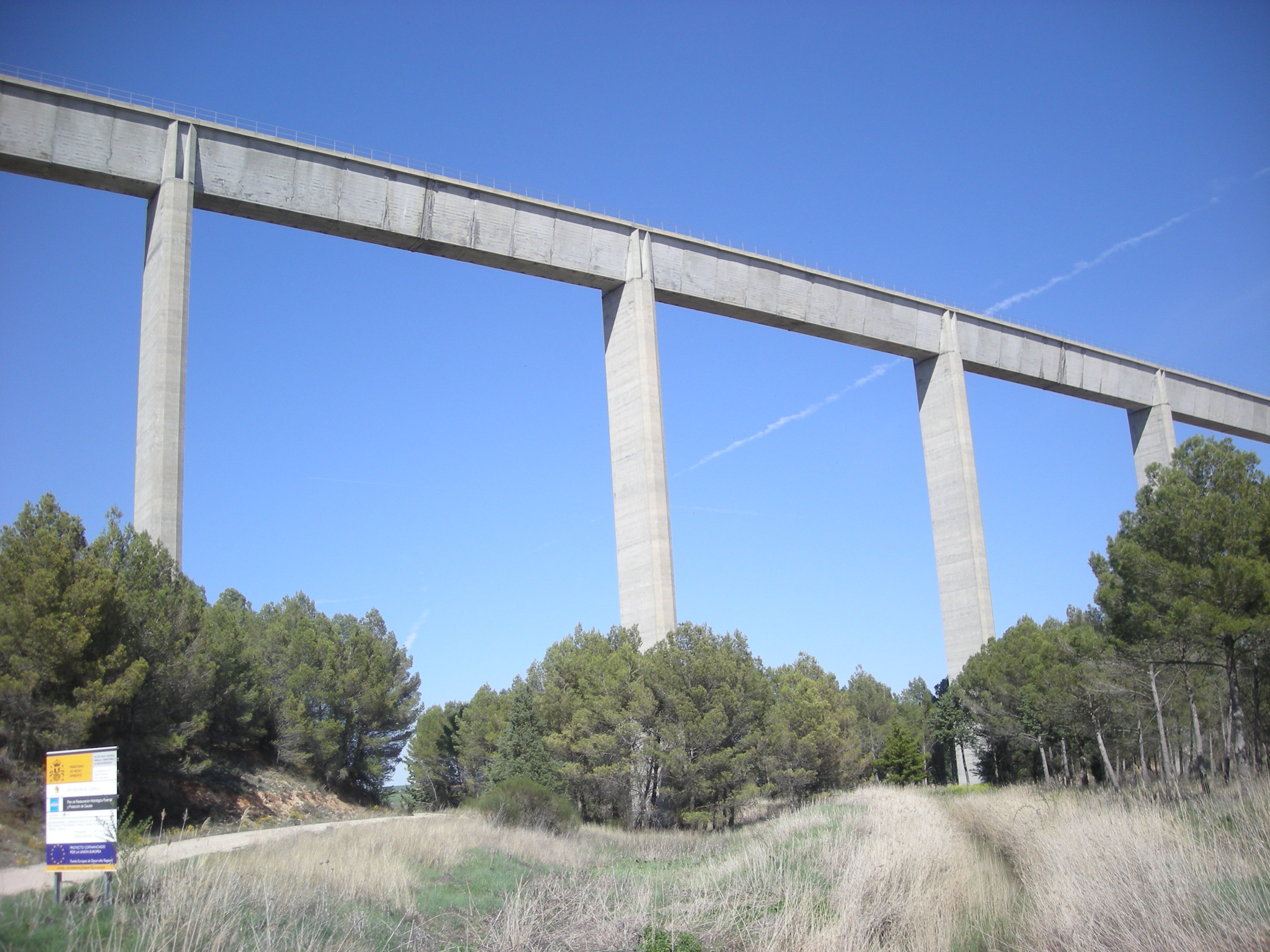
Transvase Tejo-Segura.

Transvase Tejo-Segura.

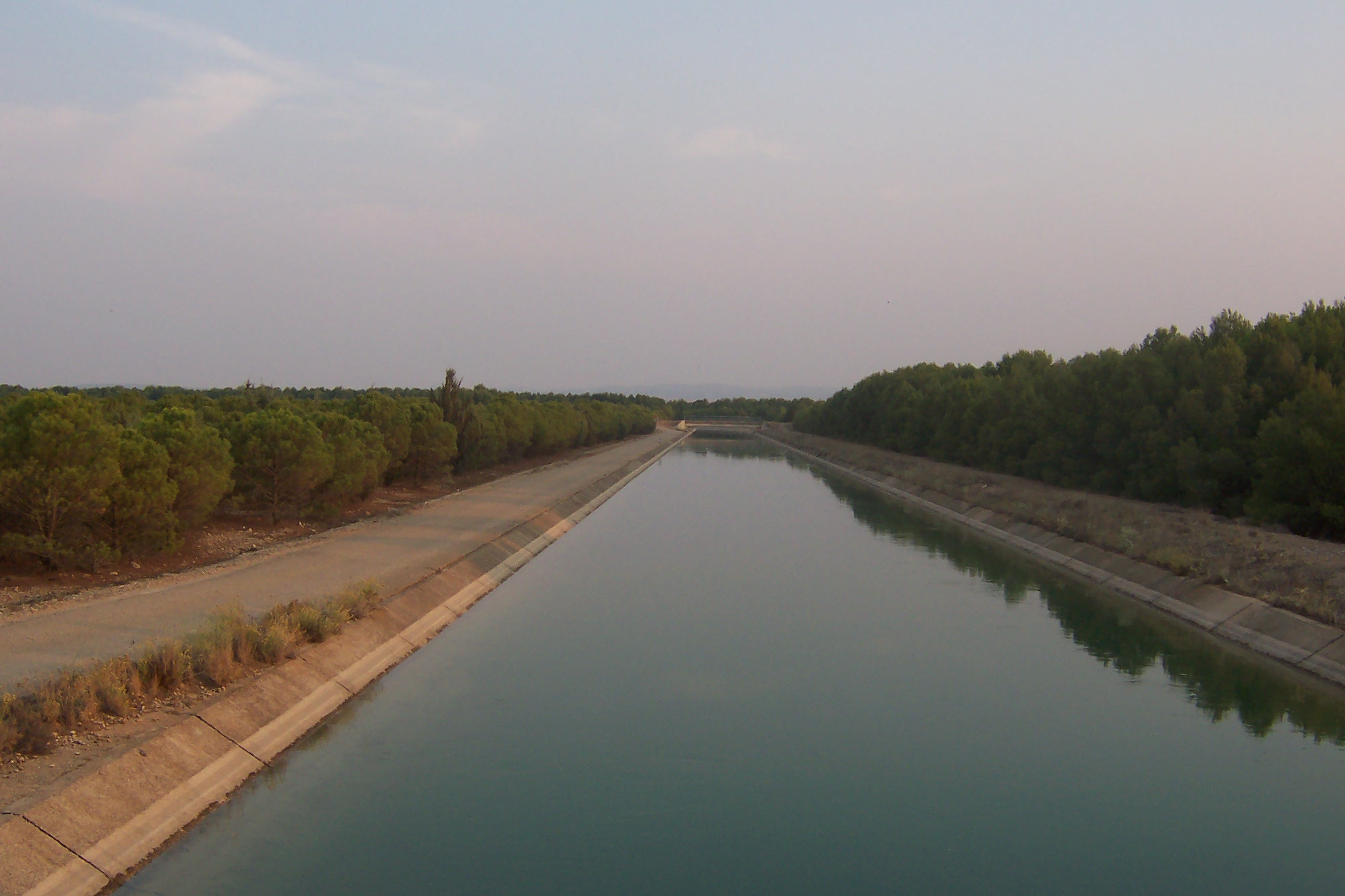
Transvase Tejo-Segura em Albacete.

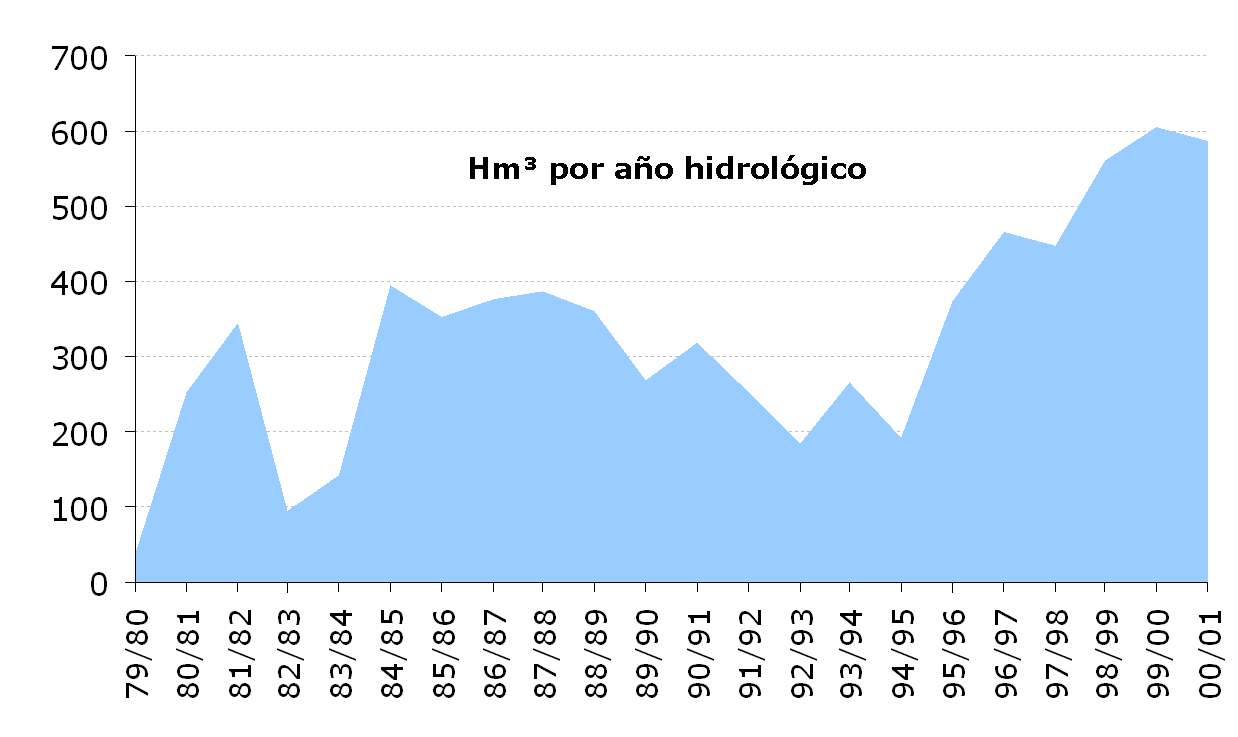
Evolução do volume transferido do Tejo para o Segura.

O transvase Tejo-Segura é uma das maiores obras hidráulicas de engenharia em Espanha. 
Os primeiros projectos datam de 1933 embora as obras não se tenham iniciado antes de 1966, dentro do conjunto de projectos de desenvolvimento económico que caracterizam a planificação económica franquista na década de 1960; a obra ficou completa em 1979. 
Mediante este transvase, passa água das barragens de Entrepeñas (Província de Guadalajara) e Buendía (Cuenca) ao rio Segura através da barragem de Talave.